# Struganik

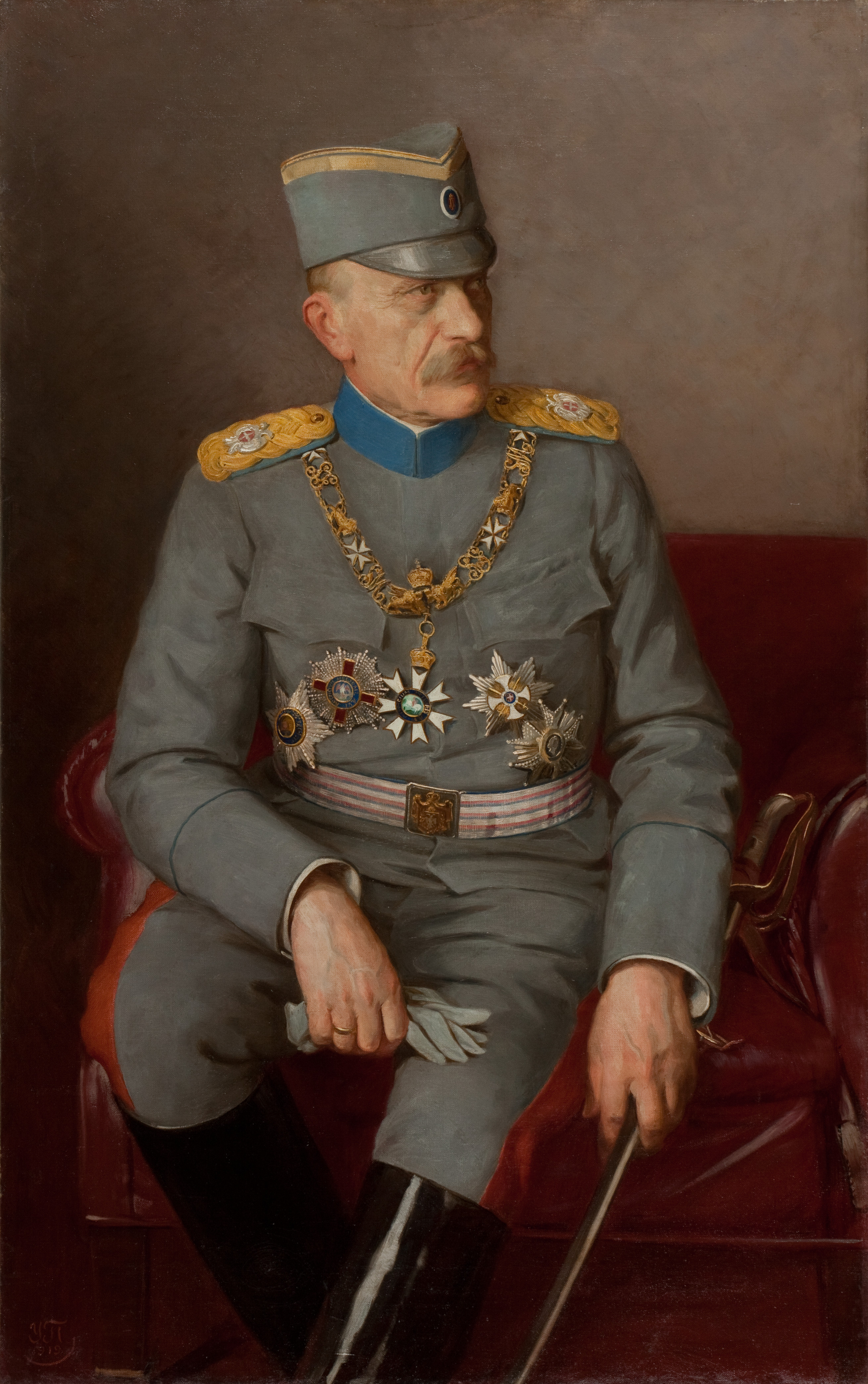
Živojin Mišić, portrait par Uroš Predić

Struganik (en serbe cyrillique : Струганик) est un village de Serbie situé dans la municipalité de Mionica, district de Kolubara. Au recensement de 2011, il comptait 202 habitants.
Struganik est le village natal de Živojin Mišić (1855-1921), un voïvode serbe de la Première Guerre mondiale considéré comme un héros national. Sa maison natale a été transformée en musée mémoriel.

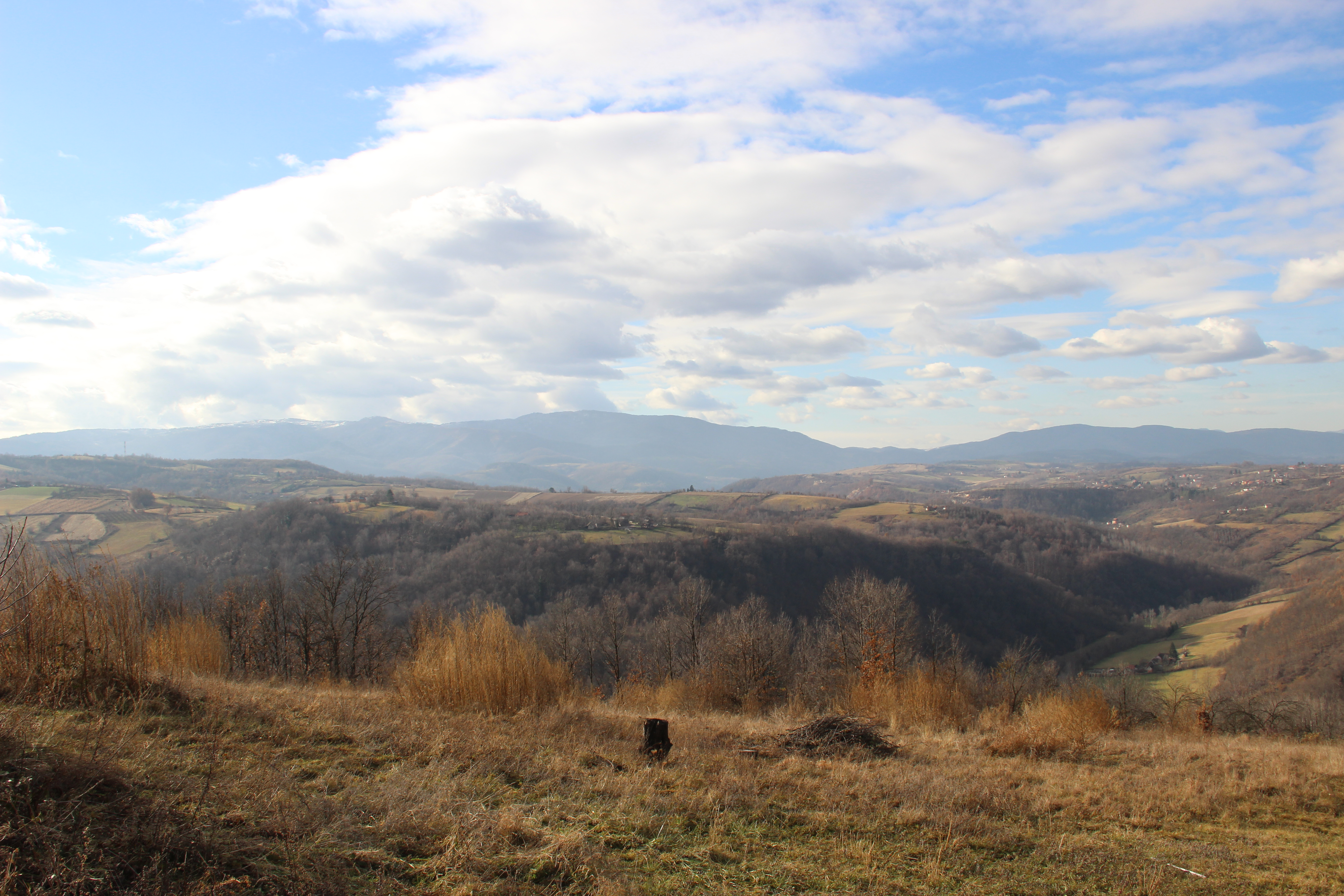
Struganik - panorama
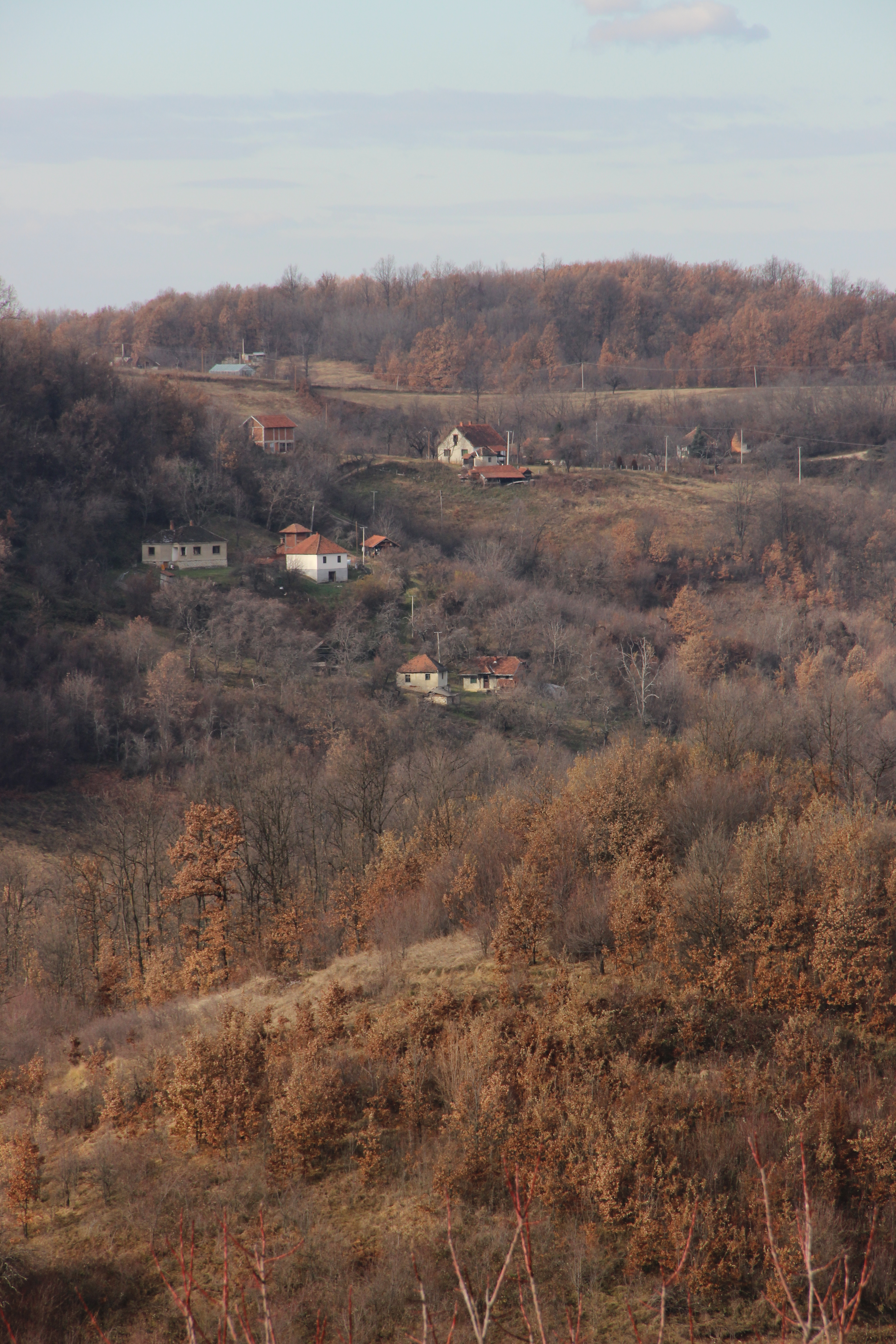
Struganik - panorama
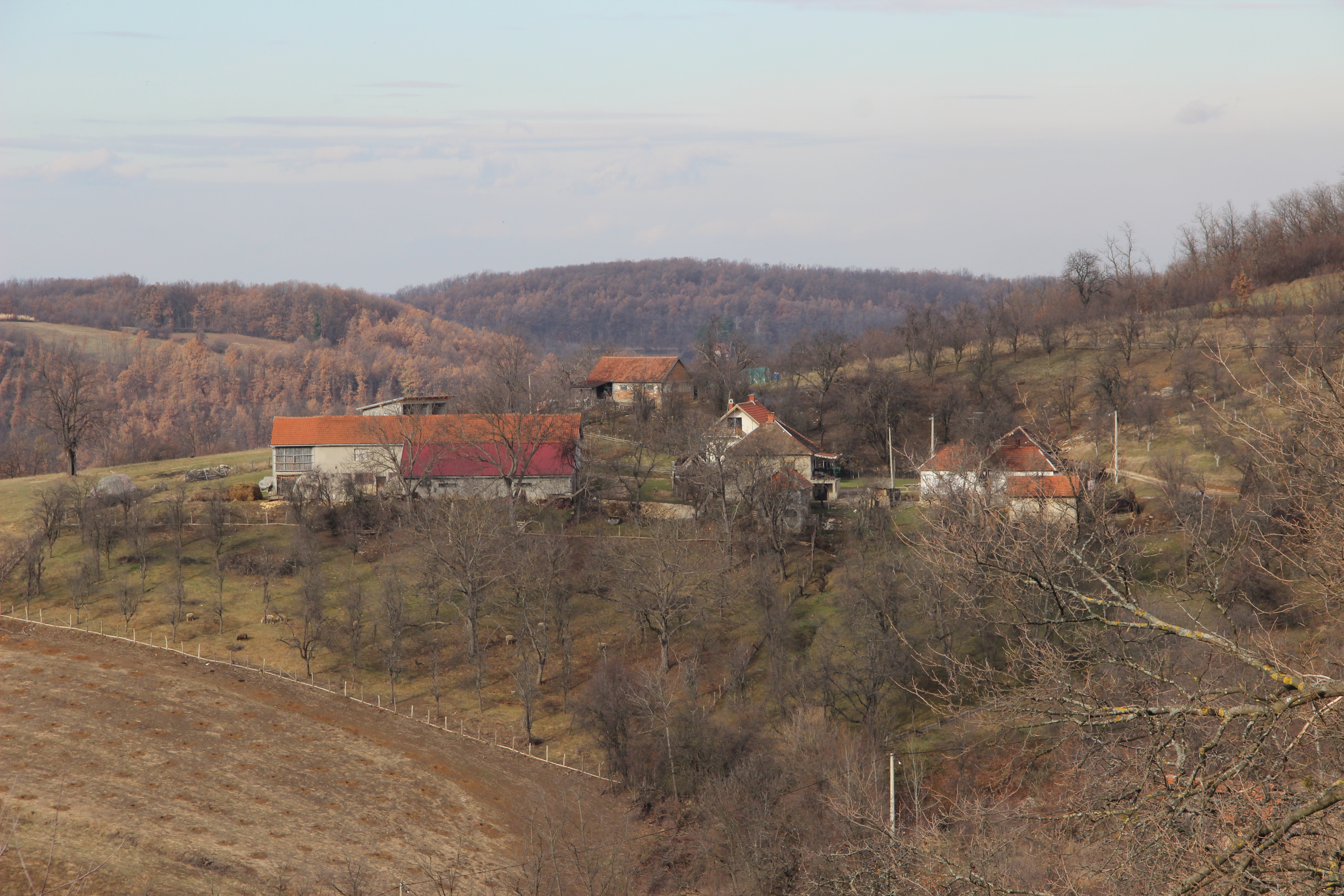
Struganik - panorama
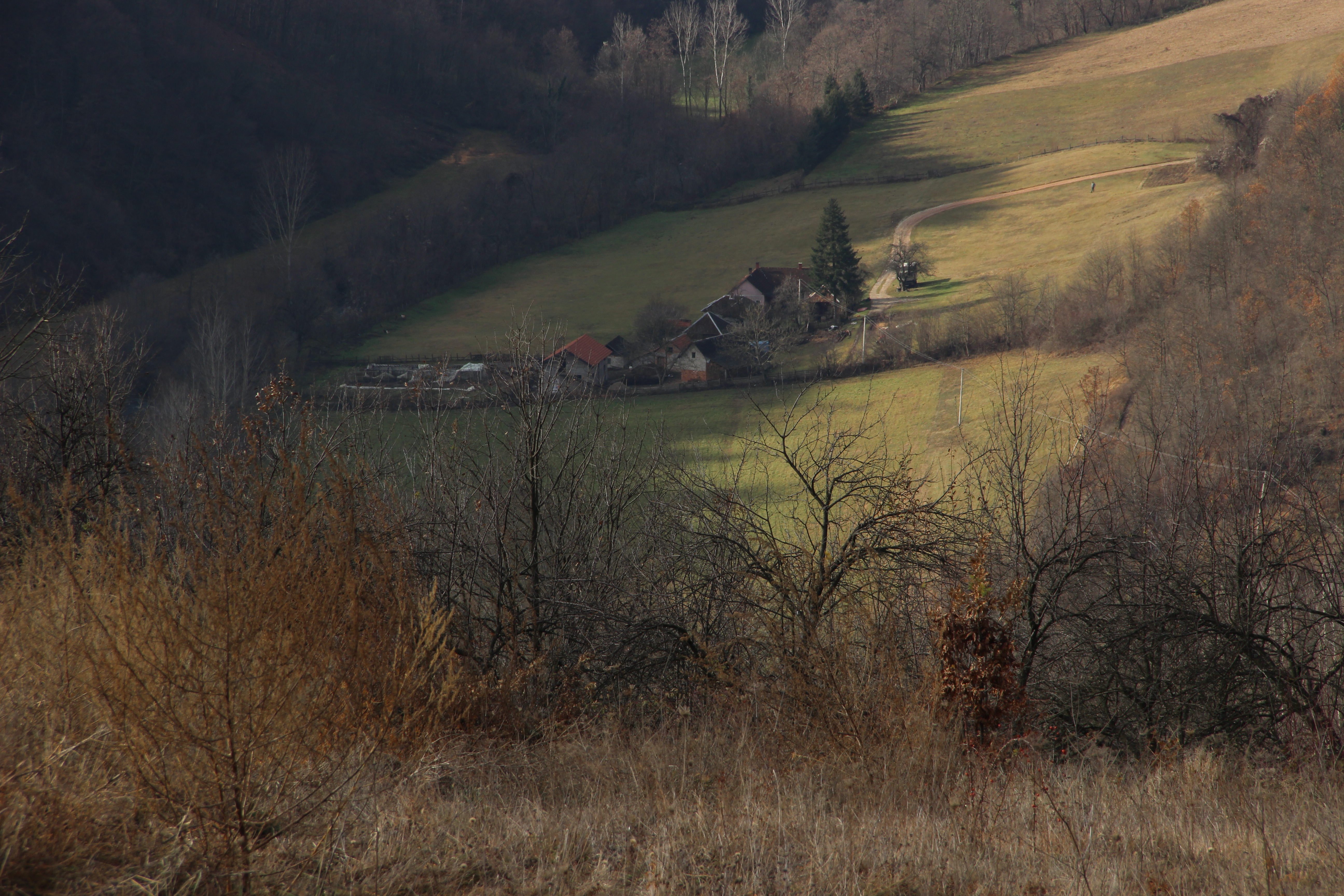
Struganik - panorama
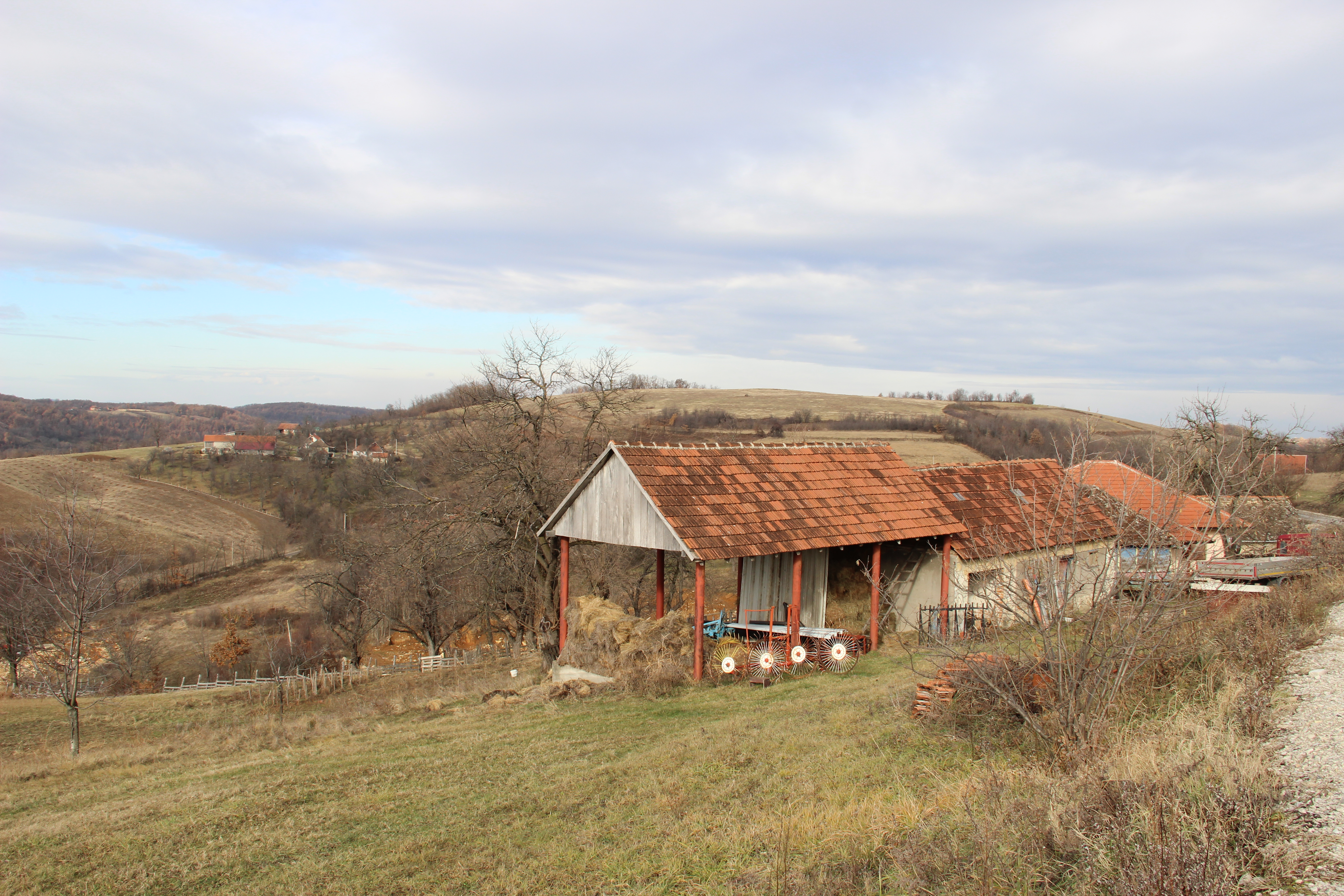
Struganik - panorama
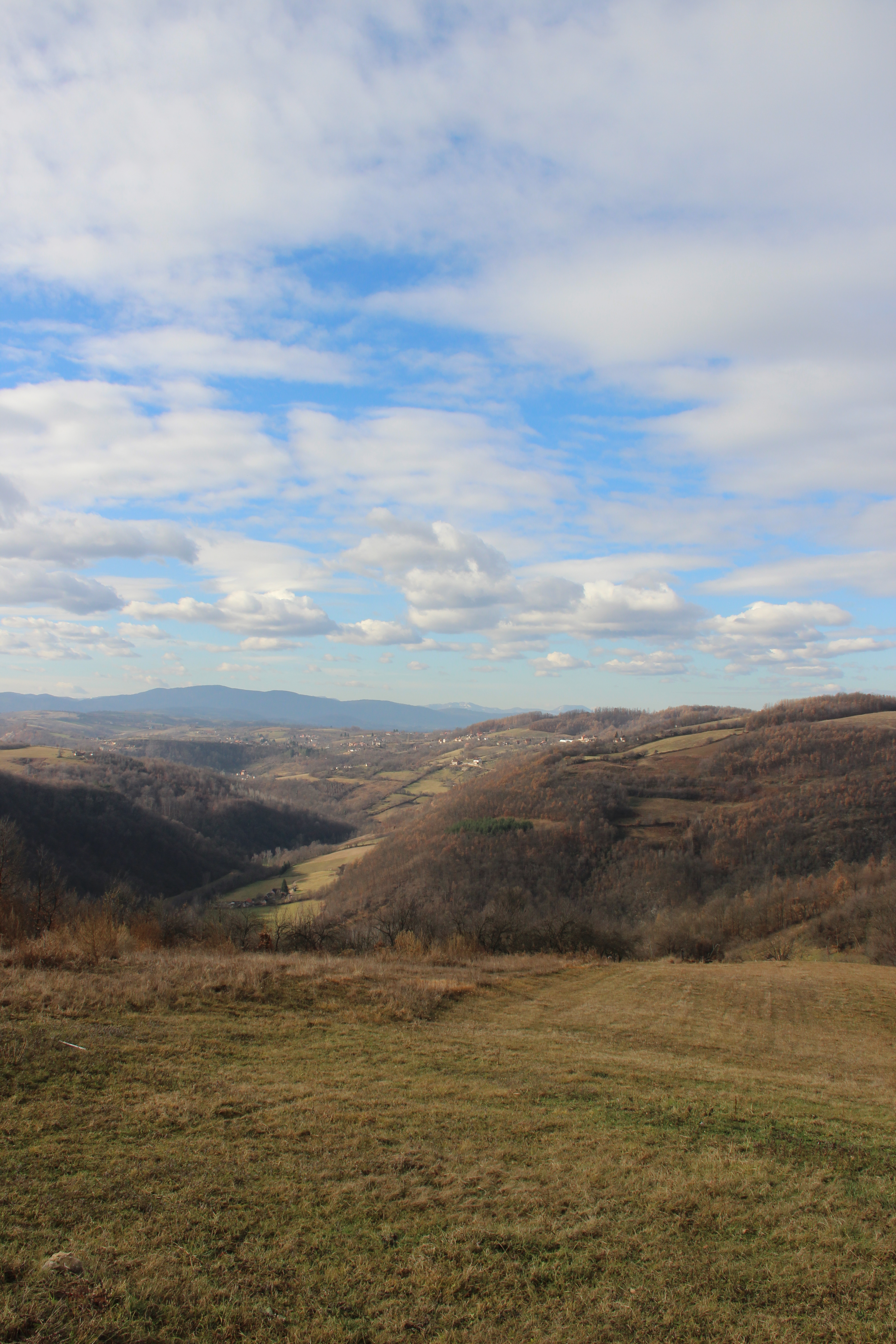
Struganik - panorama
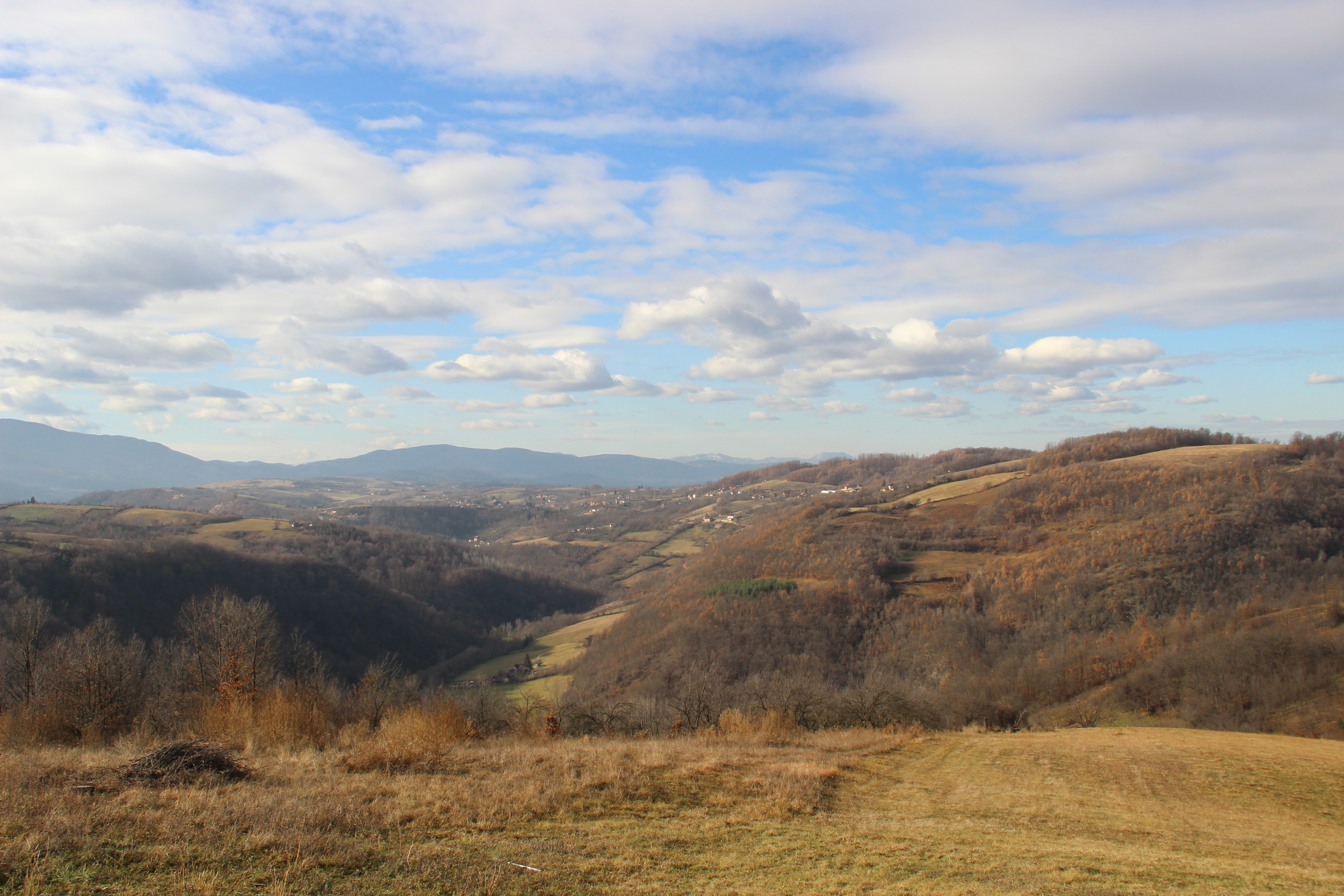
Struganik - panorama
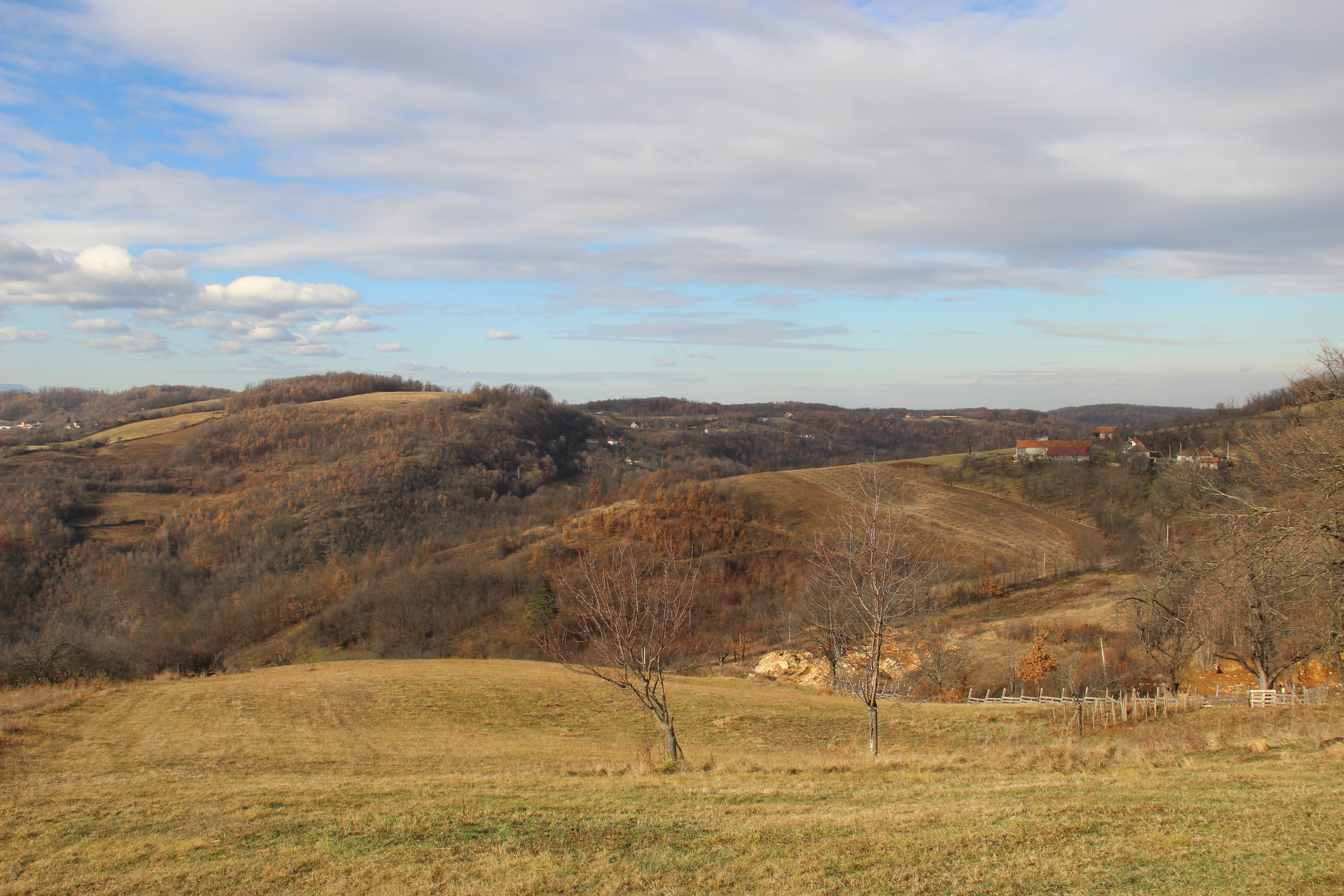
Struganik - panorama
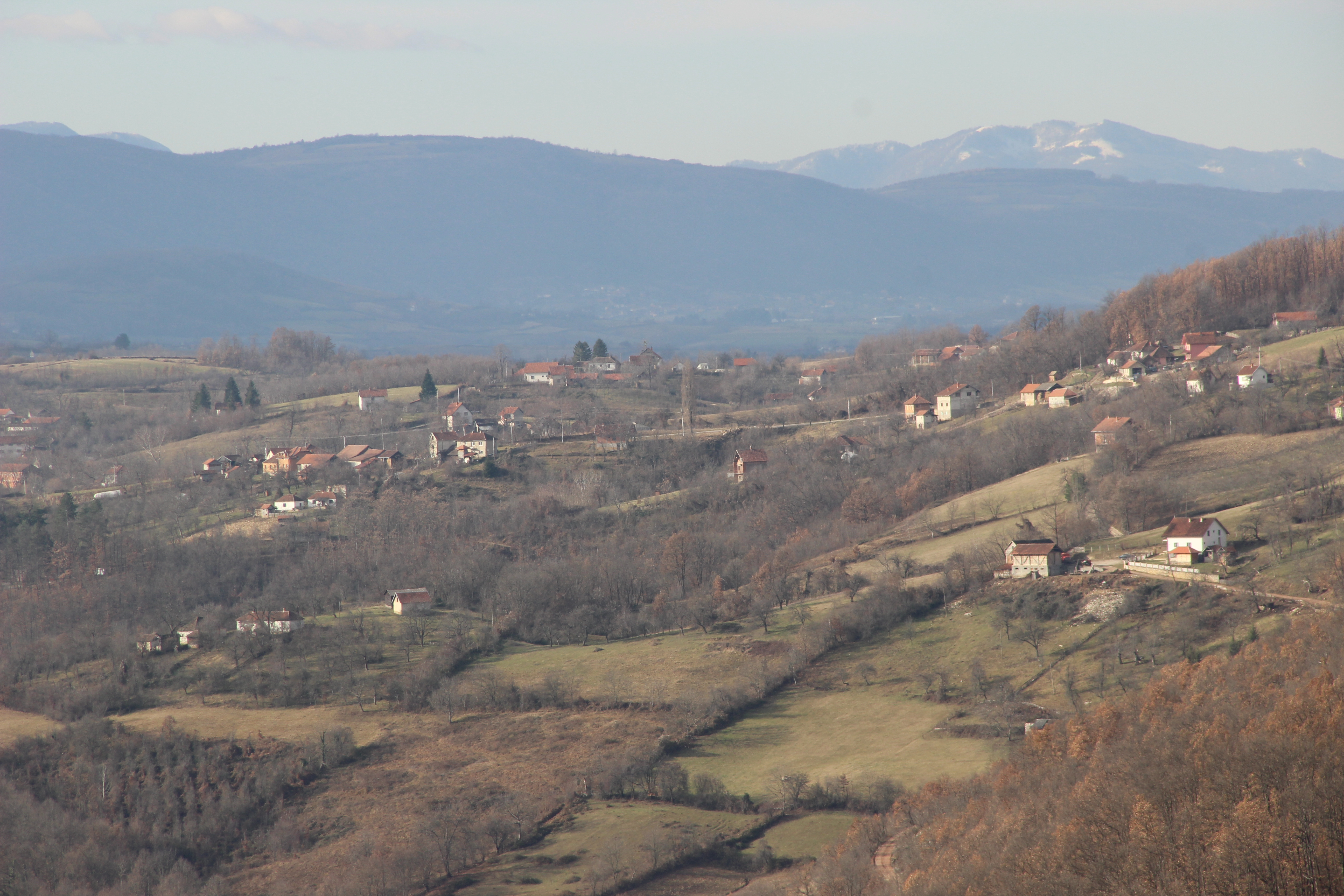
Struganik - panorama
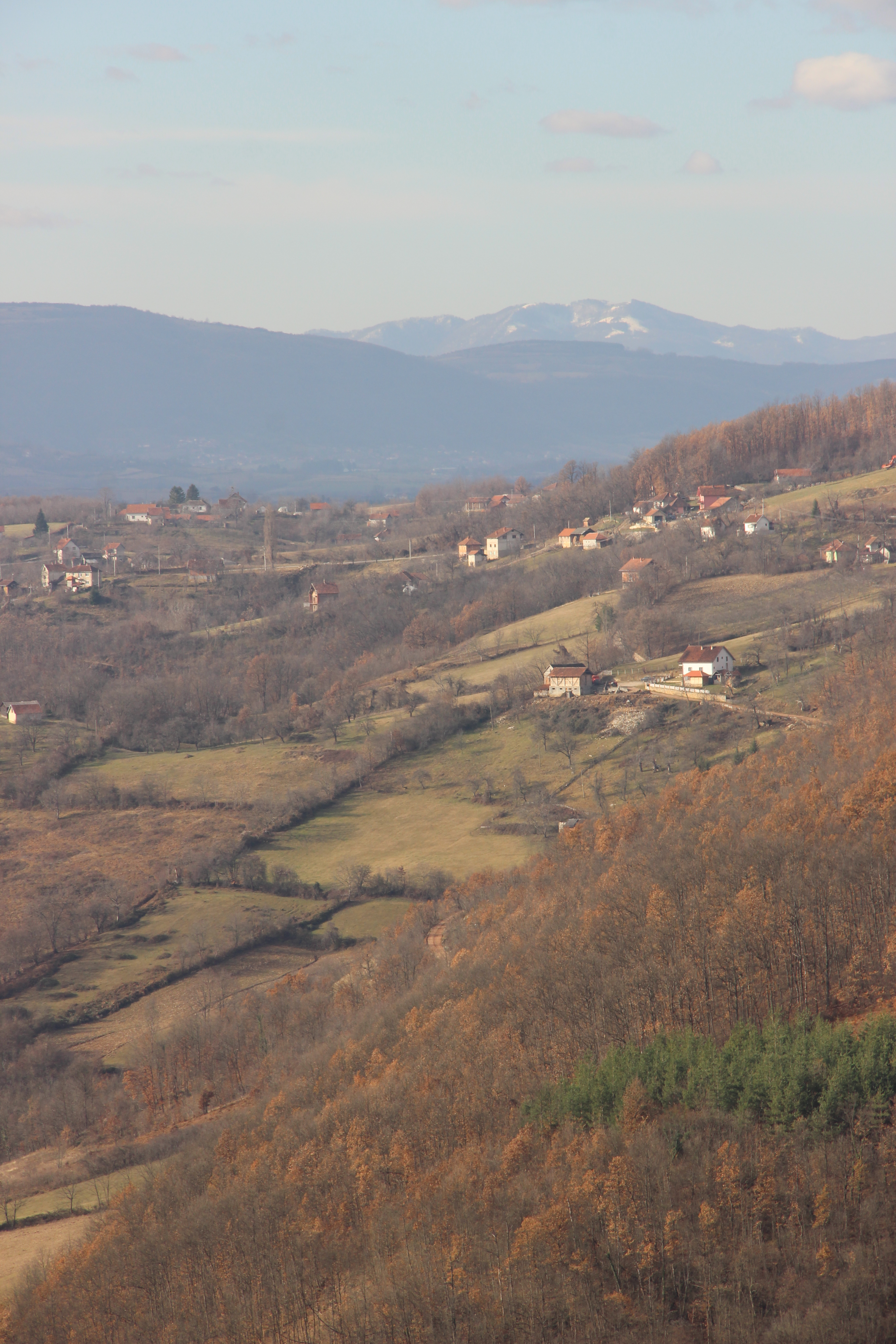
Struganik - panorama

## Démographie
| 1948 | 1953 | 1961 | 1971 | 1981 | 1991 | 2002 | 2011 |
| ---- | ---- | ---- | ---- | ---- | ---- | ---- | ---- |
| 557  | 542  | 465  | 391  | 343  | 290  | 276  | 202  |

|  |